# Канисада
Канисада (порт. Caniçada)  —  район (фрегезия) в Португалии,  входит в округ Брага. Является составной частью муниципалитета  Виейра-ду-Минью. Находится в составе крупной городской агломерации Большое Минью. По старому административному делению входил в провинцию Минью. Входит в экономико-статистический  субрегион Аве, который входит в Северный регион. Население составляет 446 человек на 2001 год. Занимает площадь 6,49 км².
Покровителем района считается Святой Мамеде (порт. São Mamede). 